# アレオパゴス会議

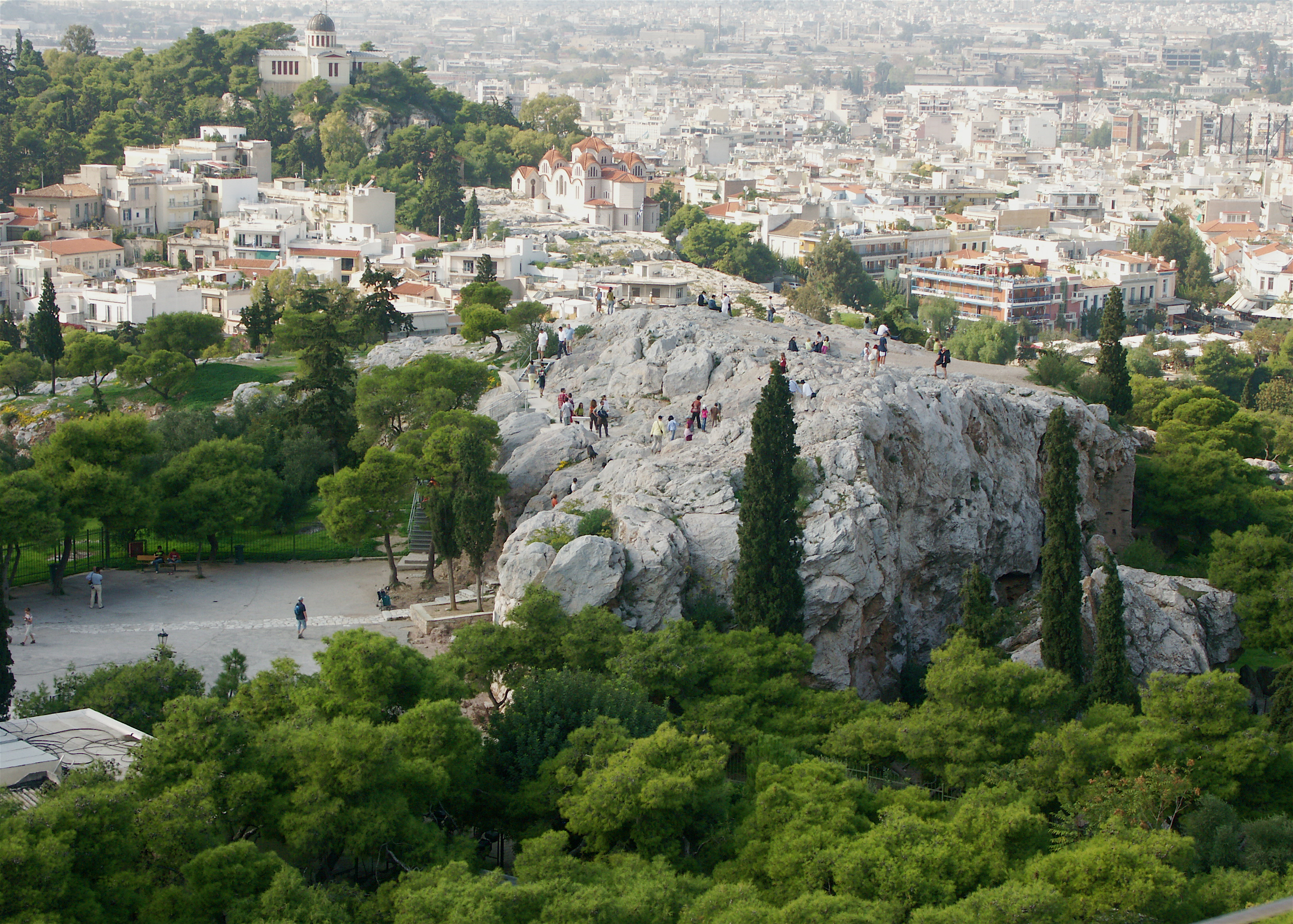
アクロポリスから眺めたアレオパゴスの丘

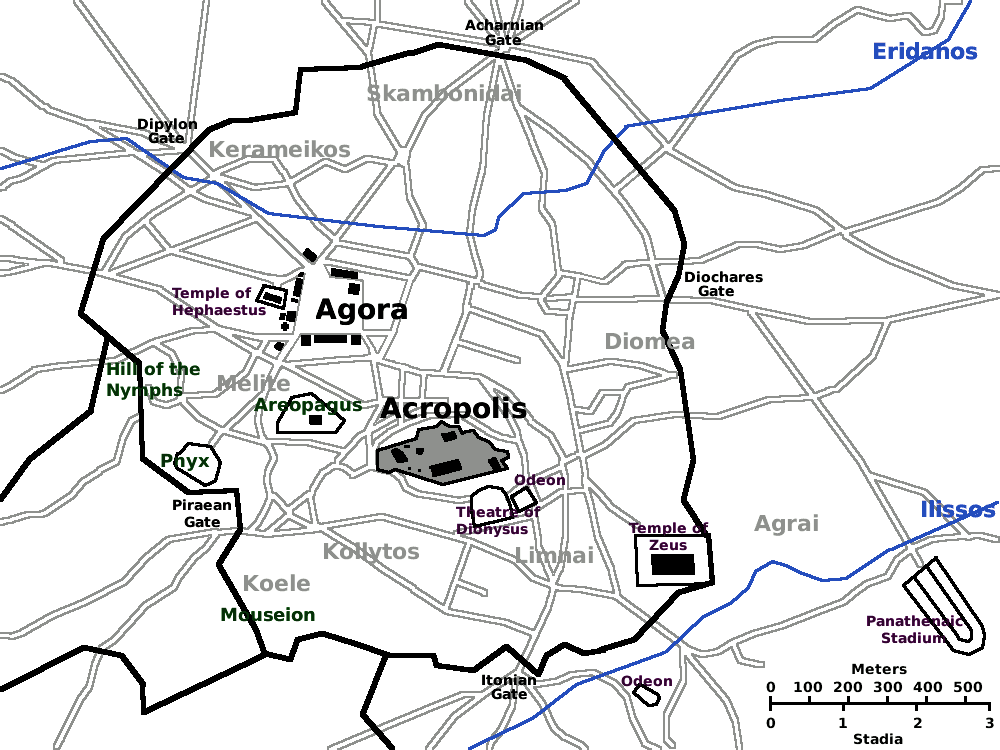
アテナイの地図。中央北西にアゴラ、中央南東にアクロポリス、その間にアレオパゴスがある。

アレオパゴス会議（アレオパゴスかいぎ、羅: Areopagus）、あるいは、アレイオス・パゴス会議（希: Άρειος Πάγος、ギリシア語ラテン翻字: Areios Pagos）とは、古代アテナイの政治機構。アテナイ政治における貴族勢力の牙城であり、古代ローマにおける元老院のような役割を果たした。アレオパゴス評議会、アレオパゴス評議所などとも。

## 概要
「アレイオス・パゴス」（希: Άρειος Πάγος）、あるいはその訛りである「アレオパゴス」（羅: Areopagus）とは、アテナイのアクロポリス西北面の中腹にある小高い丘である「アレス神の丘（大岩）」のこと。ここに貴族たちの会議所（評議所）が置かれたため、（ちょうど「アカデメイア」や「リュケイオン」などと同じく）「アレイオス・パゴス」（アレオパゴス）はこの場所を指すと同時に、その機構を意味する語ともなった。日本語では両者を区別するために、後者の意味では「～会議」「～評議所」等と表現する。
この機構の議員は最高職であるアルコンの経験者から選出され、その地位は終身かつ貴族によって独占されていたため、民主政確立のための大きな妨げとなっていた。こうした中、前462年にエフィアルテスやペリクレスが結託して政変を起こし、アレオパゴス会議の多くの権限が剥奪された。これにより政治上の多くの権限は民会に委ねられるようになり、民主政が確立されていった。

## 歴史

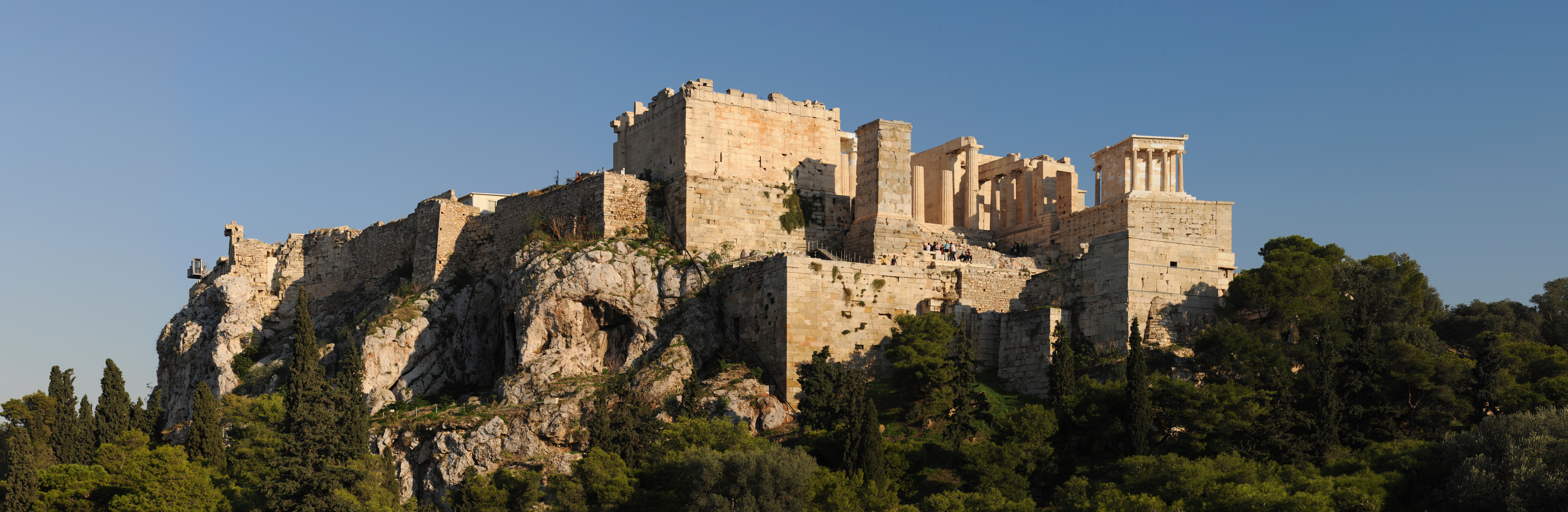
アレオパゴスから臨むアテナイのアクロポリス

「アレイオス・パゴス（アレオパゴス）」の名前の由来は定かではない。古代ギリシア語の"πάγος"（パゴス）は「大きな岩のひと塊」を意味する。「アレイオス」の部分はアレスかエリニュスからきたものと考えられており、そのふもとには、殺人を犯した者がその報いを受けまいと逃げ込んだエリニュスの神殿がある。後に、ローマ人たちはローマの戦の神マルスから、この岩山を「マルスの丘」と呼んだ。アレオパゴスの付近にはアレオパゴスのディオニシオの聖地もある。
前古典期（紀元前5世紀以前）に、アレオパゴスはローマの元老院のように、街の長老達の議会として使われていた。元老院と同様に、議員はアルコンのような官職の経験者に限定された。紀元前594年に、アレオパゴスはその機能・権限をソロンに譲り渡した。ソロンは民主的な改革を通して議員の再構成を行い、政治的機能をアレオパゴスに戻した。
紀元前462年に、エフィアルテスは、アレオパゴスが、民衆裁判所で行われる殺人に関する判決以外のほとんど全ての機能を奪う改革を行った。
紀元前458年に上演された、アイスキュロスの『エウメニデス』において、アレオパゴスは、オレステースが母・クリュタイムネーストラーと、その恋人・アイギストスの殺害に関する裁判の場として描かれる。
紀元前4世紀の、ギリシアのヘタイラのフリュネは、その美しさで名を馳せていたが、エレウシスの秘儀を冒涜したとしてアレオパゴスに引き出されている。一説では、彼女が衣服を脱いだところ、裁判官達は彼女の身体の神聖さを感じ、無罪としたという。
紀元前4世紀に、アレオパゴスは、贈賄の調査という新たな機能を持つようになったが、最終的な判断は依然として民会に委ねられた。
多くの都市国家の制度と同様に、アレオパゴスの機能はローマ時代にまで残存し、この場所で、「知られざる神へ」と書かれたアテナイ人の祭壇について、使徒パウロが有名な演説を行ったとされている。

「アレオパゴス」という語はまた、現代のギリシャの上院（英語: Court of Cassation）の名称としても使われている。